# Cot–caught合併
Cot–caught 合併（英語：cot–caught merger）又作LOT–THOUGHT合併（LOT–THOUGHT merger），語言學正式名稱為低後母音合併（low back merger），是部分英語方言的一種語音變化，表現為說話者不區分「cot」和「caught」二詞中母音的音位。「cot」和「caught」（以及「bot」和「bought」，「pond」和「pawned」等）是一個造成此發音丟失最小對立體的變化的例子。cot–caught 合併中涉及的音位——低後元音在國際音標中通常分別表示為/ɒ/和/ɔ/。此合併現象發生在大部分加拿大英語及蘇格蘭英語，以及許多愛爾蘭和美國英語方言。
另外一個母音合併現象——father–bother合併在18及19世紀在北美傳播，導致當今大部分加拿大英語及許多美國口音在諸如「palm」/ɑ/、「lot」/ɒ/和「thought」/ɔ/這樣的詞彙中3組母音均無差別。

## 概述
此漂移現象造成「cot」、「nod」和「stock」等詞中的元音與「caught」、「gnawed」和「stalk」等詞中的母音合併成為單個音位；因此「cot」與「caught」、「stock」與「stalk」、「nod」與「gnawed」完全變成同音詞，而「shock」與「talk」變成完全押韻。在下列方言中，cot–caught已完成合併：
- 除英格蘭外不列顛群島的部分地區：
  - 蘇格蘭英語的許多變體，傾向合併為[ɔ] (listenⓘ)[1]
  - 傳統爱尔兰英语和土腔（英语：Broad and general accents）
  - 部分北阿爾斯特英語（英语：Ulster English）[1]包括傳統中部阿爾斯特英語（傾向[ä] (listenⓘ)）和阿爾斯特蘇格蘭英語（[ɔ] (listenⓘ)）[2]
- 許多北美英語口音: 
  - 許多美国英语口音，包括：[3]
    - 匹茲堡英語（英语：Western Pennsylvania English），傾向[ɒ~ɔ]（並有father–bother合併）[4]
    - 許多新英格蘭英語口音，傾向[ɑ~ɒ]（在波士頓（英语：Boston accent）傾向於[ɒ] (listenⓘ)），在北部很普遍，但在南部傳統上不合併[3]
    - 所有美國西部英語（英语：Western American English）、美國中北地區英語（英语：North-Central American English）和芝加哥英語（英语：Chicano English）（並有father–bother合併）[3]
    - 卡郡英語（英语：Cajun English），傾向[ä] (listenⓘ)[5]
    - 全美年輕一代的英語中此合併現象越來越普遍，（father–bother合併亦同）

  - 近乎所有加拿大英语口音，包括：[6]
    - 標準加拿大英語（英语：Standard Canadian English），傾向[ɒ] (listenⓘ)（並有father–bother合併）
    - 海洋省（英语：Canadian Maritime English）和纽芬兰英语，傾向[ɑ~ä]（並有father–bother合併）
- 部分新加坡英语口音[7]